# コスワース・CA2006
コスワース・CA2006(Cosworth CA2006)はコスワースによって製作されたフォーミュラ1 (F1) 用エンジン。2006年にウィリアムズに独占供給され、FW28に搭載された。最高回転数制限が施行される前年に投入され、F1でも屈指の超高回転型エンジンとして注目された。
しかしながら、メーカからの支援が無く、資金面でも苦しい状況が続いたために他のエンジンほどの改良が出来ず、高い結果を残すことが出来なかった。また、翌2007年から施行されたエンジンホモロゲーションの対象にもなったが、どのチームからも供給のオファーが無く、この年を以て事実上の撤退となってしまった。
2010年シーズンに、エンジンサプライヤーとしてコスワースが復活することとなった。そのためこのエンジンをベースにコスワース・CA2010が開発された。

## スペック
- 角度・気筒数 V型8気筒・90度
- バルブ数 32
- 排気量 2,398cc
- シリンダーブロック アルミニウム製
- ピストン アルミニウムアロイ製
- クランクシャフト スチール製
- エレクトロニクス Pi・コスワース
- スパークプラグ チャンピオン
- 重量 95kg

## シリーズ一覧
- シリーズ1 テスト仕様
- シリーズ2 第1-3戦
- シリーズ3 第4戦
- シリーズ4 第5-10戦
  - 当初は第6戦から実戦投入される予定だったが、1戦前倒しされた。
- シリーズ5 第11-14戦
- シリーズ6 第15-18戦
  - 最終戦で、エンジンローテーションの関係でマーク・ウェバーはフレッシュエンジンを使用できたので、1レースのみの耐久性を持たせた常時2万回転仕様が供給された。